# Agencia Peruana de Cooperación Internacional
La Agencia Peruana de Cooperación Internacional (APCI) es un organismo público ejecutor adscrito al Ministerio de Relaciones Exteriores del Perú. Tiene su sede en Lima.

## Historia
Las organizaciones no gubernamentales se desempeñaron en el apoyo social desde el gobierno de Juan Velasco Alvarado. Sin embargo, en la década de 1980, en el contexto del conflicto armado interno, se cuestionó el papel de las organizaciones no gubernamentales (ONG). Algunos políticos alegaron su posible implicación en las hostilidades y propusieron normativas regulatorias sobre su financiación para abordar estas preocupaciones.
Posteriormente, con el inicio de la administración de Alberto Fujimori, las ONG experimentaron un descenso en su prominencia hasta el final de su mandato.  No obstante, en el contexto de las medidas económicas neoliberales implementadas, desempeñaron un papel fundamental en el apoyo a los micronegocios para asegurar su sostenibilidad. Para participar en el apoyo social, no se necesitaba registrarse ni recibir la supervisión del Estado.
En el año 2002 se estableció la Agencia Peruana de Cooperación Internacional (APCI), representando un hito en el panorama de las ONG en Perú. Desde entonces, se encargó de atender a la sociedad frente a una crisis institucional.
Mientras se permitía la participación de los organismos para atender demandas sociales, el fujimorismo y el aprismo optaron por planificar reformas para que el Estado controle los ingresos de las ONG. En 2016, la Coordinadora Nacional de Derechos Humanos presentó una queja contra la APCI por su excesiva supervisión de las organizaciones.

### Proyecto de ley de 2024
En 2024,  congresistas elaboraron el dictamen del proyecto de ley para limitar la participación de dichos organismos, que contó con el respaldo total del fujimorismo. Este dictamen establece que estos deben rendir cuentas ante la Superintendencia Nacional de Aduanas y de Administración Tributaria. La propuesta del proyecto de ley ya contaba con el respaldo de la líder del fujimorismo, Keiko Fujimori, junto a Dina Boluarte y Rafael López Aliaga.
En 2025, el proyecto se aprobó con 81 votos y se exoneró de la segunda votación. Fue firmado por el presidente del Congreso Eduardo Salhuana y publicado el 15 de abril de ese año en el diario El Peruano.
Se ha relacionado esta ley con las consecuencias negativas para los derechos humanos. Las delegaciones de Estados Unidos y la Unión Europea manifestaron su rechazo a esta medida, mientras que los relatores de las Naciones Unidas advirtieron de que su aplicación podría afectar al derecho a la libertad de asociación. La abogada Rosa María Palacios afirmó que esta ley es contraria al artículo 139 de la Constitución de 1993. El presidente de la Asociación Nacional de Centros, Javier Azpur, señaló que este proyecto es ilegal e inconstitucional, ya que la supuesta promoción de la transparencia en realidad busca sancionar a aquellas que apoyen los derechos humanos, que son incompatibles con el gobierno de Dina Boluarte.
Los supervivientes de los abusos de la Iglesia católica y los líderes indígenas denunciaron que la «ley anti-ONG» debilitaría «gravemente» su capacidad para acceder a la justicia y «[abriría] la puerta a la impunidad de las autoridades corruptas, que podrían violar los derechos humanos sin consecuencias». Días después, el Poder Judicial admitió a trámite una demanda del Instituto de Defensa Legal.

## Fiscalización
Según Latina noticias, la supervisión de las donaciones recibidas por las ONG de cooperación internacional se redujo significativamente entre 2015 y 2023. Mientras tanto, los desembolsos de la APCI han aumentado en los últimos años, de 330 millones de dólares en 2014 a 399 millones en 2019.  En 2024, el canciller Javier González-Olaechea informó que en Perú operan 375 organizaciones que canalizan aproximadamente 300 millones de dólares anuales. No obstante, es importante destacar que solo el 1 % de estos recursos cuenta con la autorización formal de la APCI.

## Funciones
Entre sus funciones principales, la APCI se encarga de:
- Conducir, programar, organizar, priorizar y supervisar la Cooperación Internacional No Reembolsable, que se gestiona a través del Estado y la que proviene de fuentes del exterior de carácter público y/o privado, en función de la política nacional de desarrollo.
- Formular los lineamientos estratégicos de la Cooperación Técnica Internacional.
- Realizar los procesos derivados del Registro de Organizaciones No Gubernamentales de Desarrollo (ONGD), el Registro Nacional de Entidades e Instituciones Extranjeras de Cooperación Técnica Internacional (ENIEX), el Registro de Instituciones Privadas sin fines de Lucro Receptoras de Donaciones de Carácter Asistencial o Educacional provenientes del Exterior (IPREDA) y el Registro de Donantes de la Cooperación Internacional.
- Realizar programas de capacitación en materia de cooperación internacional a los funcionarios del sector público, organismos no gubernamentales e instituciones y personas interesadas en temas de gestión de la cooperación para el desarrollo.
- Impulsar procesos de coordinación entre la cooperación privada y la pública.

## Estructura y principales funcionarios
| División                                                           | Responsable                                                                         |
| ------------------------------------------------------------------ | ----------------------------------------------------------------------------------- |
| Dirección Ejecutiva de la APCI (DE)                                | Directora Ejecutiva: Mag. Nancy Magaly Silva Sebastián                              |
| Dirección de Gestión y Negociación Internacional de la APCI (DGNI) | Director de Gestión y Negociación Internacional: Eduardo Nicolás Sal y Rosas Freyre |
| Dirección de Políticas y Programas de la APCI (DPP)                | Director de Políticas y Programas (e): Eduardo Nicolás Sal y Rosas Freyre           |
| Dirección de Operaciones y Capacitación de la APCI (DOC)           | Director de Operaciones y Capacitación: Jaime Mariano Mosqueira López               |
| Dirección de Fiscalización y Supervisión de la APCI (DFS)          | Director de Fiscalización y Supervisión: Carlos Alberto Castagne Saavedra           |
| Oficina General de Administración                                  | Jefe de Administración: Álvaro Jesús Carrillo Mayanga                               |
| Oficina de Planificación y Presupuesto                             | Jefe de Planificación y Presupuesto: César Eduardo Díaz Díaz                        |
| Oficina de Asesoría Jurídica                                       | Jefe de Asesoría Jurídica: Luis Fares Yunis Herrera                                 |